# Rain (Bad Tölz)
Rain ([ʁaɪ̯n] ) ist ein Gemeindeteil der Stadt Bad Tölz im oberbayerischen Landkreis Bad Tölz-Wolfratshausen.

## Lage
Der Weiler liegt circa zweieinhalb Kilometer nördlich von Bad Tölz und ist über die Staatsstraße 2368 zu erreichen.

## Gemeindezugehörigkeit
Vor der Gemeindegebietsreform war Rain ein Ortsteil der Gemeinde Kirchbichl und wurde nach deren Auflösung am 1. Mai 1978 nach Bad Tölz eingegliedert.